# Lycaena selzeri
Lycaena selzeri är en fjärilsart som beskrevs av Warnecke 1924. Lycaena selzeri ingår i släktet Lycaena och familjen juvelvingar. Inga underarter finns listade i Catalogue of Life.